# 杉山正一 (実業家)
杉山 正一（すぎやま まさかず、1912年10月23日 - 1976年12月17日）は、日本の実業家。荏原製作所社長を務めた。

## 経歴
和歌山県出身。1935年に大阪帝国大学工学部機械工学科を卒業し、同年に荏原製作所に入社。
1962年12月に取締役に就任し、1970年12月に常務、1973年3月に専務を経て、1976年4月には社長に就任。
1976年12月17日、急性肝不全のために死去。64歳没。